# Punisher (음반)
《Punisher》는 미국의 싱어송라이터 피비 브리저스의 두 번째 정규 음반으로, 2020년 6월 18일 데드 오션스를 통하여 발매되었다. 2017년 발매한 첫 정규 음반 《Stranger in the Alps》 이후 3년 만에 발표한 음반으로, 전작과 같이 이모 포크 장르를 보여주었다. 로스앤젤레스에 있는 사운드 시티 스튜디오에서 1년 반이 넘게 녹음을 진행하였다. 전작에도 프로듀서에 참여했던 토니 버그, 이던 그러스카가 이번 음반에도 참여하였다. 〈Garden Song〉과 〈Kyoto〉, 〈ICU〉, 〈I Know the End〉까지 총 4개의 싱글을 발매하였다. 음악 평단에서는 극찬을 보내고 있다.

## 배경
미국의 싱어송라이터인 피비 브리저스는 2010년대 후반에 인디 록 팬들 사이에서 조용하고 구체적인 가사를 쓰는 것으로 상당한 수준까지 명성을 얻었다. 브리저스는 노래를 쓰고 기타를 연주하며 자랐고, 로스앤젤레스 출신인 브리저스는 카운티 하이 스쿨 포 터 아츠 학교를 다니면서 보컬 재즈를 공부하였다. 2017년 인디애나 소재 인디 레이블인 데드 오션스에 첫 정규 음반 《Stranger in the Alps》를 발매하였다. 존 메이어는 거인이 도착하였다고 말하는 등 이 음반은 비평가들과 동료들에게 폭넓은 찬사를 받았다.

## 발매
《Punisher》는 많은 기대를 받았다. 첫 번째 싱글인 〈Garden Song〉은 2020년 2월 26일에 발매하였으며, 다음 싱글인 〈Kyoto〉는 같은 해 4월 9일에 발매하였다. 세 번째 싱글인 〈ICU〉 (I See You를 짧게 줄인 것)은 5월 19일에 발매하였다.
LP는 미국에서 노예제가 공식적으로 종식된 6월 19일, 일명 준틴스라고 불리는 날에 발매할 예정이었으나, 브리저스는 디지털 서비스에 하루 먼저 발매를 하였으며, 팬들은 인종적인 정의를 추구하고 활동하는 단체에 기부할 것을 장려하기도 하였다. 코로나19 범유행과 관련된 전 세계적 격리 과정에서 발매되었다.

## 평가
| 전문가 평가          | 전문가 평가 |
| 총 점수              | 총 점수     |
| 출처                 | 점수        |
| -------------------- | ----------- |
| AnyDecentMusic?      | 8.4/10      |
| 메타크리틱           | 90/100      |
| 평가 점수            |             |
| 출처                 | 점수        |
| AllMusic             | [ 3 ]       |
| The A.V. Club        | A-          |
| Consequence of Sound | A-          |
| The Daily Telegraph  | [ 6 ]       |
| The Independent      | [ 7 ]       |
| The Line of Best Fit | 8/10        |
| NME                  | [ 9 ]       |
| Pitchfork            | 8.7/10      |
| Slant Magazine       | [ 11 ]      |
| Rolling Stone        | [ 12 ]      |

《Punisher》는 음악 평단으로부터 극찬을 받았다. 유명 출판물의 리뷰 점수를 모아서 100점 만점으로 평균화를 시키는 메타크리틱에서는 31개의 리뷰를 통하여 전반적인 극찬(Universal acclaim)을 받았다.

## 트랙 리스트
| #            | 제목                  | 작사·작곡                           | 재생 시간 |
| ------------ | --------------------- | ----------------------------------- | --------- |
| 1.           | 〈DVD Menu〉          | 피비 브리저스                       | 1:09      |
| 2.           | 〈Garden Song〉       | 브리저스 크리스천 리 허슨 마셜 보어 | 3:39      |
| 3.           | 〈Kyoto〉             | 브리저스 모건 내글러 보어           | 3:04      |
| 4.           | 〈Punisher〉          | 브리저스 코너 오버스트 보어         | 3:09      |
| 5.           | 〈Halloween〉         | 브리저스 허슨 오버스트              | 4:31      |
| 6.           | 〈Chinese Satellite〉 | 브리저스 오버스트 보어              | 3:37      |
| 7.           | 〈Moon Song〉         | 브리저스                            | 4:37      |
| 8.           | 〈Savior Complex〉    | 브리저스 허슨 오버스트              | 4:01      |
| 9.           | 〈ICU〉               | 브리저스 보어 니콜러스 화이트       | 3:10      |
| 10.          | 〈Graceland Too〉     | 브리저스 허슨                       | 3:56      |
| 11.          | 〈I Know the End〉    | 브리저스 허슨 오버스트 보어         | 5:44      |
| 총 재생 시간 | 총 재생 시간          | 총 재생 시간                        | 40:37     |